# نتوايد أسمبلر
ناسم،(بالإنجليزية:NASM) عبارة عن مجّمِع حر ومفتوح المصدر لإنشاء برامج 16بت،32بت و64بت. ويدعم كل من لينكس والانظمة الشبيهة بيونكس BSD a.out, ELF, COFF, Mach-O، ميكروسوفت 16-bit OBJ, Win32 وWin64 ويعد أكثر المجّمِعات استعمال على نظام لينكس.يتم تحميل وتنزيل المجّمع أو الكود المصدري مع الأدوات من المستودع الخاص بالمشروع على شبكة الإنترنت. يمكن تنزيل لقطات من الكود التطويري باستخدام git . كما يوفر المشروع محرك بحث في مستندات NASM .
في 28 نوفمبر 2007، صدر الإصدار 2.00، مضيفا الدعم لمعمارية 86-64 .و اعتبارا من النسخة 2.07، NASM يوزع برخصة BSD المبسطة.

## روابط خارجية
- نتوايد اسمبلر على موقع Open Hub (الإنجليزية)
- نتوايد اسمبلر على موقع SourceForge (الإنجليزية)
- الموقع الرسمي
- نسخة خاصة لـ Win32 and BeOS.
- مقارنة بين GAS وNASM في آي بي إم